# أحمد الجيزاني
أحمد الجيزاني (مواليد 10 أغسطس 1991) هو لاعب كرة قدم سعودي .

## المسيرة الرياضية
سبق له اللعب لأندية النصر والحزم وهجر والعروبة و الأنوار وكانت له تجربة احترافية خارجية في نادي سانغوانينسي البرتغالي.

## الحياة الشخصية
هو شقيق اللاعب محمد الجيزاني.

## روابط خارجية
- أحمد الجيزاني على موقع Soccerway.com (الإنجليزية)